# Artemisia papposa
Artemisia papposa es una especie de arbusto del género Artemisia, que se distribuye por Norteamérica.

## Descripción
Es un pequeño arbusto aromático que alcanza un tamaño de hasta 15 o 20 centímetros de altura, con varios tallos grisáceos. Las pequeñas hojas de color gris-verde son generalmente lobuladas. La inflorescencia es un conjunto de varias cabezas de las flores tienen rayos amarillos y flósculos del disco. El fruto es un aquenio. 
A diferencia de las de la mayoría de otras Artemisias , los aquenios de esta especie están cubiertos con vilano.

## Distribución y hábitat
Es originaria de la llanura del río Snake y sus alrededores, en el noroeste de Estados Unidos, y se distribuye en Idaho, Oregón y Nevada.

## Ecología
Esta planta crece en la estepa y en praderas, con pisos alcalinos y asociadas al enebro. Crece junto a plantas como Eriogonum thymoides y Eriogonum caespitosum, Ionactis alpina, Antennaria flagellaris, Danthonia unispicata, Achnatherum occidentale ssp. occidentale), Lomatium nudicaule y Poa secunda. Se produce en un hábitat de elevación media, a menudo en suelos poco profundos, rocosos y mal drenados.

## Taxonomía
Artemisia papposa fue descrita por S.F.Blake & Cronquist y publicado en Leaflets of Western Botany 6(2): 43–44, pl. 1. 1950.
Etimología
Hay dos teorías en la etimología de Artemisia: según la primera, debe su nombre a Artemisa, hermana gemela de Apolo y diosa griega de la caza y de las virtudes curativas, especialmente de los embarazos y los partos . Según la segunda teoría, el género fue otorgado en honor a Artemisia II, hermana y mujer de Mausolo, rey de la Caria, 353-352 a. C., que reinó después de la muerte del soberano. En su homenaje se erigió el Mausoleo de Halicarnaso, una de las siete maravillas del mundo. Era experta en botánica y en medicina.
papposa: epíteto